# Суини, Уолтер К. (младший)
Генерал Уолтер Кэмпбелл Суини-младший (23 июля 1909 г. — 22 декабря 1965 г.) — генерал ВВС США, командующий ВВС США.

## Биография
Суини родился в городе Уилинг (Западная Виргиния) в 1909 году. Его отец, Уолтер К. Суини (старший), был генерал-майором армии США и автором влиятельных книг.
Суини-младший окончил Военную академию Соединенных Штатов и в июне 1930 года был назначен вторым лейтенантом пехоты. В октябре 1934 года он поступил в начальную летную школу в Рэндольф-Филд, штат Техас. Его первое оперативное задание было в Восьмой ударной эскадрилье Третьей ударной группы в Барксдейл-Филд, штат Луизиана.
В июне 1939 года Суини присоединился к пятой бомбардировочной группе на Гавайях, а затем перешел в 11-ю бомбардировочную группу в качестве командира 431-й бомбардировочной эскадрильи. Он командовал оперативной группой армейских ВВС во время битвы за Мидуэй в июне 1942 года. В июле 1942 года он стал офицером авиации группы театра военных действий Оперативного отдела военного министерства США в Вашингтоне.
В июле 1944 года Суини был назначен в 73-е бомбардировочное крыло и вместе с этим подразделением переехал из Колорадо-Спрингс в Тихоокеанский регион, где он работал начальником штаба, а затем заместителем командующего. Находясь в крыле на Марианских островах, он участвовал в первой беспрецедентной атаке с B-29 против японцев. Во время более поздней миссии он потерял свой самолет, выбрался на берег на спасательном плоту и вернулся на свою островную базу. В июле 1945 года он стал директором планов стратегических военно-воздушных сил Тихого океана на Гуаме. После войны он служил членом Объединенного комитета по военным планам военно-воздушных сил в Вашингтоне, округ Колумбия, до июля 1946 года, когда он стал инструктором Национального военного колледжа.
В октябре 1947 года Суини был назначен на должность помощника министра военно-воздушных сил, а в следующем году был назначен директором планов Стратегического командования ВВС со штаб-квартирой в Омахе, штат Небраска.
В апреле 1953 года он был назначен командовать 15-й воздушной армией на базе ВВС Марш в Калифорнии. В июне 1954 года, будучи командиром этих стратегических бомбардировщиков, он возглавил трио Stratojets в первом в истории беспосадочном перелете реактивных бомбардировщиков через Тихий океан.
В течение шести лет, с августа 1955 года по сентябрь 1961 года, Суини командовал 8-й воздушной армией на базе Уэстовер, штат Массачусетс.
В октябре 1961 года Суини был повышен до четырехзвёздочного звания и принял на себя командование Тактическим воздушным командованием со штаб-квартирой на авиабазе Лэнгли, Вирджиния. Он уволился из ВВС 1 августа 1965 года и умер от рака 22 декабря того же года.